# 빌 니콜슨

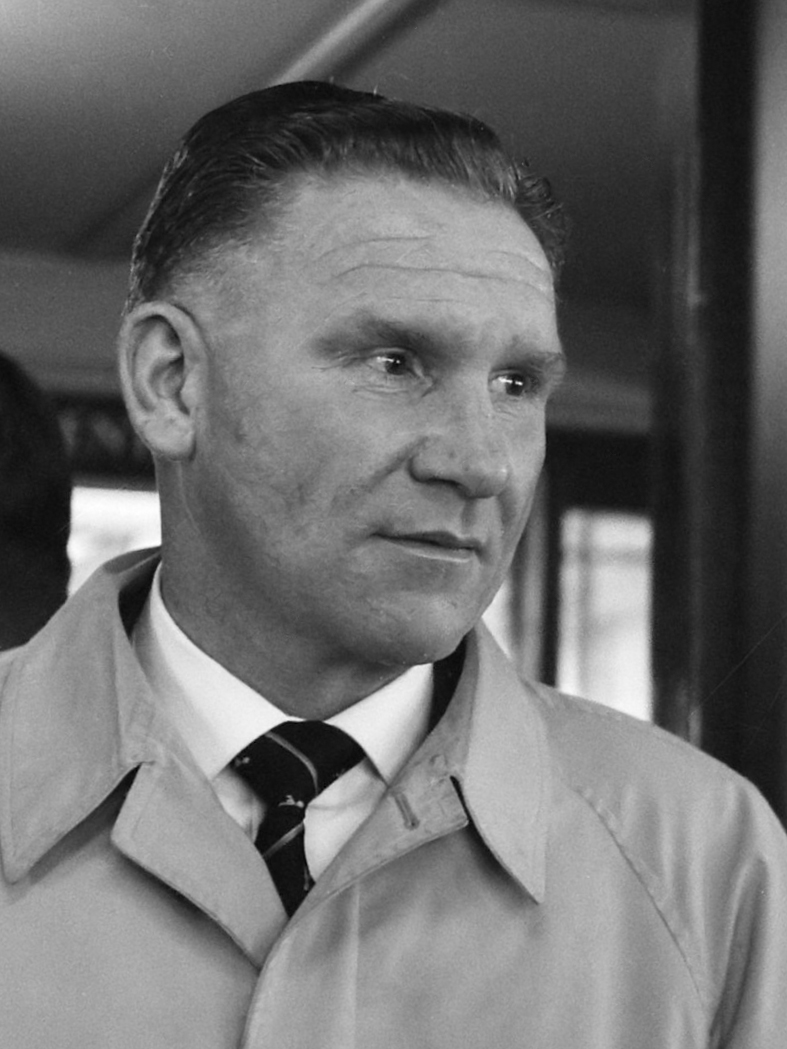
빌 니콜슨

윌리엄 에드워드 "빌" 니콜슨(영어: William Edward Nicholson OBE, 1919년 1월 26일 ~ 2004년 10월 23일)은 잉글랜드의 축구 선수이자 축구 감독이다.
1938년 8월 토트넘 홋스퍼와 첫 정식 프로계약을 맺은 이후 36년간의 선수, 지도자 기간 대부분을 토트넘 홋스퍼를 위해 쓴 클럽의 전설적인 인물이다. 특히 빌 니콜슨은 토트넘 홋스퍼 클럽 역사상 최고의 감독으로써 부임 후 2년만에 클럽 최초의 더블을 달성한 바 있으며 이를 비롯한 메이저 트로피를 16년간 8개 얻어내며 전성기를 일궈냈던 감독이다.